# Fabrice Do Marcolino
Fabrice Do Marcolino est un footballeur gabonais né le 14 mars 1983 à Libreville au Gabon. Il évolue au poste d'attaquant pour l'équipe du Gabon de football.

## Biographie
Sixième d'une fratrie de douze enfants, Fabrice Do Marcolino doit son nom d'origine portugaise à son arrière-grand-père, qui avait quitté l'Europe pour s'installer en Afrique. Son père est agent des impôts, sa mère est employée de banque.

### Formation et débuts
Il commence à jouer au football à l'école et dans la rue, avant de signer sa première licence à Orambaka AC puis de rejoindre le FC 105 de Libreville.

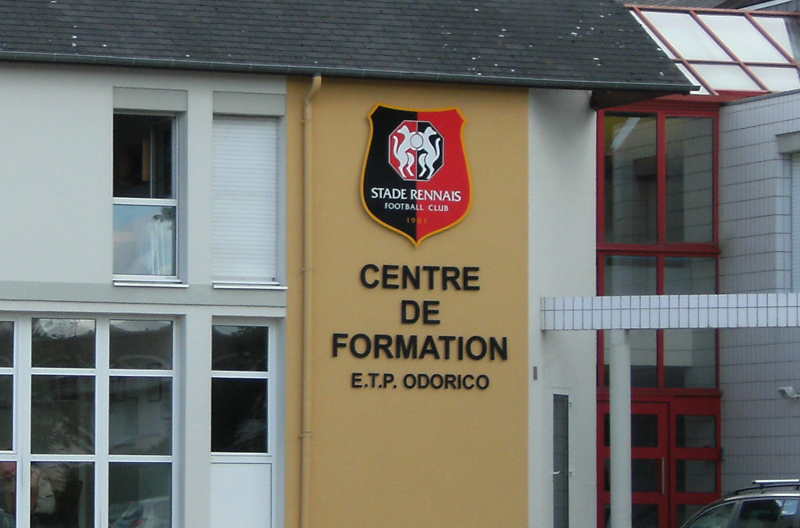
Do Marcolino intègre le centre de formation du Stade rennais à seize ans.

Membre de la sélection minimes du Gabon, il est repéré par le Stade rennais lors du Tournoi de Montaigu, auquel il participe en 1999 aux côtés de Stéphane N'guéma. La sélection gabonaise termine troisième du tournoi après avoir battu l'équipe de France de Toulalan, Faty et Aliadière, puis l'Angleterre. Le FC Nantes est également intéressé, mais c'est Rennes qui se montre le plus prompt à le faire signer un contrat aspirant,. Surclassé avec les 17 ans rennais dès son arrivée, il dispute la Coupe Gambardella en 2000 et fait ses débuts en équipe C avec Landry Chauvin, puis en équipe réserve, où marque 18 buts en trois saisons. En 2002 il est prêté à Angoulême en National. De retour à Rennes et après un essai infructueux à La Gantoise, il réalise une saison pleine en équipe réserve avec 18 buts inscrits. Il signe alors son premier contrat professionnel et est prêté dans la foulée à Amiens SC en Ligue 2, malgré un intérêt du Stade lavallois.  

### Carrière professionnelle
Non conservé par le Stade rennais à son retour de prêt, il retourne en National où il confirme les espoirs placés en lui, à Vannes et surtout à Angers SCO : lors la saison 2006-2007 il termine deuxième meilleur buteur du championnat derrière Grégory Thil avec 26 réalisations au compteur et son équipe accède à la Ligue 2. Malgré des contacts avec des clubs de l'élite comme l'AJ Auxerre ou le Toulouse FC, il prolonge son contrat de trois ans avec Angers SCO. Lors de la saison 2007-2008, il joue moins et marque seulement cinq buts. 
Le 1er juin 2009, il s'engage pour deux ans avec le Stade lavallois tout juste promu en Ligue 2. En juillet 2010 il est victime d'une rupture des ligaments croisés du genou gauche et connait une saison blanche. En août 2011 il prolonge pour un an. En avril 2012 il est nommé pour le trophée UNFP du joueur du mois. Il prolonge de nouveau à l'été 2012.
En juillet 2013 il s'engage à l'USJA Carquefou (National). En janvier 2015 il signe à Istres. En juin 2015 il s'engage pour deux mois au FC Akanda en D1 gabonaise. Le 2 février, sans club depuis son départ du Gabon, il s'engage avec l'US Changé, en CFA2.
International gabonais à 25 reprises, Fabrice Do Marcolino dispute avec sa sélection les CAN 2010 et 2012.

### Reconversion
De 2017 à 2023 il est chargé de la détection des jeunes au Stade rennais. Quelques jours après avoir quitté le Stade rennais, il rejoint l'AJ Auxerre comme responsable du recrutement du centre de formation et référent du marché africain.
À partir de 2022 il est manager général adjoint de la sélection gabonaise.

## Statistiques
- 172 matchs (27 buts) en L2
- 119 matchs (50 buts) en National

## Vie personnelle
Son frère Arsène, né en 1986, est également footballeur : il effectue une carrière au niveau CFA et est international Gabonais.
Son autre frère Junior, né en 1993, effectue une carrière au niveau DH et National 3.
Son fils Alan Do Marcolino, né en 2002, est footballeur professionnel au Stade rennais. Il a deux autres fils qui sont également sous contrat au Stade rennais : Jonathan, né en 2006 et international U16, et Hendrick.